# Arha (mjesec)
Arha (također Jupiter XLIII) je prirodni satelit planeta Jupiter. Retrogradni je nepravilni satelit iz grupe Carme s oko 3 kilometara u promjeru i orbitalnim periodom od 723,90 dana.